# Heouernef
Heouernef pourrait être le nom d'un vizir de l'Égypte antique, supposé avoir servi sous le règne de Ramsès III. Il a peut-être été nommé à ce poste au cours de la dixième année de règne de Ramsès III et a occupé cette fonction jusqu'à la 29e année de règne. Toutefois, cette interprétation d'un court texte hiératique sur un Ostracon (aujourd'hui au Musée archéologique national de Florence) n'est qu'une hypothèse.
Dans un traitement partiellement différent de l'ostracon de Florence, un vizir y est reconnu, sans toutefois recevoir le nom suggéré par Wolterman.